# 尤利娅·里希特
尤利娅·里希特（德語：Julia Richter，1988年9月29日—），德国前女子赛艇运动员。她曾代表德国参加2012年夏季奥林匹克运动会赛艇比赛，获得女子四人双桨银牌。